# 行書入門
行書入門は、NHK教育テレビで1980年6月30日から1981年1月13日まで放送された中学校国語向け教育番組である。1980年度に、再放送を含めて各回4回ずつ放送された。

## 概要
中学校書写では、小学校で学んだ「楷書」をさらに習熟するとともに、「易しい行書」とそれに調和するひらがなの学習が中心的な内容になる。この番組では、始筆・送筆・終筆などの筆づかいの違いや、点画の形・連続・省略などについて、テレビならではの「動きを見せる」場面に力点を置いて構成されていた。

## 放送時間
- 1980年度：月曜日（再放送時は金曜日）15:00 - 15:20（「中学校特別シリーズ」）

## 放送リスト
| 初回放送日    | サブタイトル   |
| ------------- | -------------- |
| 1980年6月30日 | 楷書から行書へ |
| 1980年7月7日  | 行書の筆づかい |
| 1980年7月14日 | 行書とひらがな |

## 関連番組
- 中学校特別シリーズ